# RIMKLB
RIMKLB (англ. Ribosomal modification protein rimK like family member B) – білок, який кодується однойменним геном, розташованим у людей на 12-й хромосомі. Довжина поліпептидного ланцюга білка становить 386 амінокислот, а молекулярна маса — 42 464.
| 10         |  | 20         |  | 30         |  | 40         |  | 50         |
| ---------- |  | ---------- |  | ---------- |  | ---------- |  | ---------- |
| MCSSVAAKLW |  | FLTDRRIRED |  | YPQKEILRAL |  | KAKCCEEELD |  | FRAVVMDEVV |
| LTIEQGNLGL |  | RINGELITAY |  | PQVVVVRVPT |  | PWVQSDSDIT |  | VLRHLEKMGC |
| RLMNRPQAIL |  | NCVNKFWTFQ |  | ELAGHGVPLP |  | DTFSYGGHEN |  | FAKMIDEAEV |
| LEFPMVVKNT |  | RGHRGKAVFL |  | ARDKHHLADL |  | SHLIRHEAPY |  | LFQKYVKESH |
| GRDVRVIVVG |  | GRVVGTMLRC |  | STDGRMQSNC |  | SLGGVGMMCS |  | LSEQGKQLAI |
| QVSNILGMDV |  | CGIDLLMKDD |  | GSFCVCEANA |  | NVGFIAFDKA |  | CNLDVAGIIA |
| DYAASLLPSG |  | RLTRRMSLLS |  | VVSTASETSE |  | PELGPPASTA |  | VDNMSASSSS |
| VDSDPESTER |  | ELLTKLPGGL |  | FNMNQLLANE |  | IKLLVD     |  |            |

A: Аланін

C: Цистеїн

D: Аспарагінова кислота

E: Глутамінова кислота

F: Фенілаланін

G: Гліцин

H: Гістидин

I: Ізолейцин

K: Лізин

L: Лейцин

M: Метіонін

N: Аспарагін

P: Пролін

Q: Глутамін

R: Аргінін

S: Серин

T: Треонін

V: Валін

W: Триптофан

Кодований геном білок за функцією належить до лігаз. 
Задіяний у такому біологічному процесі, як альтернативний сплайсинг. 
Білок має сайт для зв'язування з АТФ, нуклеотидами, іонами металів, іоном магнію, іоном марганцю. 
Локалізований у цитоплазмі.